# 艾瑪·莫拉諾
艾瑪·馬丁娜·露易吉亞·莫拉諾（義大利語：Emma Martina Luigia Morano，1899年11月29日—2017年4月15日）是一名意大利超級人瑞，曾是在世最年長者和最後一位生於1890年代的人。除此之外，她也是歐洲的第4年長者（享嵩壽117歲137天），僅次於让娜·卡爾芒（享嵩壽122歲164天）、露西爾·朗東（享嵩壽118歲340天）以及瑪麗亞·布拉尼亞斯·莫雷拉（享嵩壽117歲168天）。莫拉諾過世後，牙買加人瑞維奧萊特·布朗成為在世最年長者。

## 生平

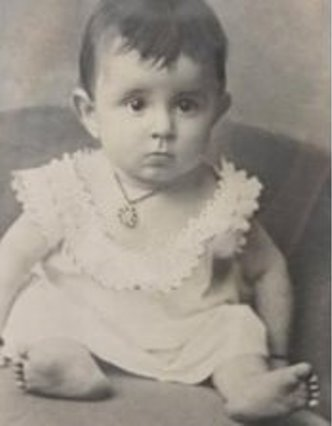
艾瑪·莫拉諾、1900年

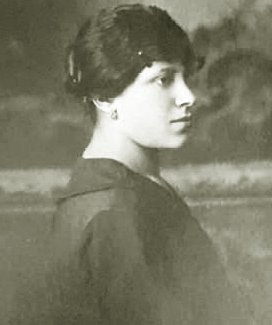
艾瑪·莫拉諾、1920年

### 早年
艾瑪·莫拉諾是家中八個孩子（5女3男）中的長女。她的家庭可謂長壽之家：母親和伯母的壽命都高於90歲，妹妹安吉拉·莫拉諾（Angela Morano，1908–2011）死於102歲。為了方便父親找工作，艾瑪·莫拉諾一家只好搬家。由於氣候不佳，當地的一個醫師建議他們住一些氣候較好的地方。於是他們遷到近馬焦雷湖的韋爾巴尼亞。1926年，艾瑪與喬凡尼·馬丁路齊結婚（1901–1978），1937年，他們生育了1個孩子，但6個月後孩子早夭。他們的婚姻並不美滿，在翌年就分居，喬凡尼被逐出家門。但由於二人並未簽字離婚，故這段婚姻在法律上維持至1978年喬凡尼去世。

### 晚年
她在一間黃麻工廠工作直到1954年，隨後她在聖瑪麗亞書院（一間寄宿學校）擔任廚師，直至於75歲時退休。她直到115歲生日時仍然獨居。當別人拜访她時，她說她從不吃藥，一天吃三隻雞蛋并喝一杯自製的白蘭地，有時还會吃巧克力，並積極面對未來。她把自己的長壽歸功於每天吃三隻雞蛋的飲食習慣和單身生活。2011年，她到訪波士頓哈佛醫學院參與喬治·徹奇的全球研究，以研究她長壽的秘訣。同年12月，她獲時任意大利總統喬治·納波利塔諾頒發意大利共和國榮譽勳章。2013年4月2日，瑪莉亞·雷特埃利（1899–2013）去世，艾瑪·莫拉諾成為意大利在世最年長者。在她114歲生日時，她在RAI的節目進行了簡短的電視直播採訪。在她116歲生日時，她收到教宗方濟各的祝賀。她分別在2014年8月和2015年8月超越維納斯·皮茲納托（Venere Pizzinato，1896–2011）和迪娜·曼弗雷迪尼（1897–2012，生於義大利，移民並死於美國），成為史上最長壽的意大利人。2016年5月12日，蘇珊娜·瓊斯逝世後，她以116歲166天之齡成為在世的最年長者，也是最後一個生於1890年代的人類。2016年7月29日，吉尼斯世界紀錄正式確認她為在世最年長者，並為她頒發獎章。2016年11月29日，她的117歲生日派對過程被當地的電視台直播。2017年4月15日，莫拉諾於韋爾巴尼亞的家中自然死亡，享嵩壽117歲137天。她是最後一位生於1890年代而在世的人，她去世時是史上最第四長壽的人，如今已降至第九名。莫拉諾過世後，牙買加人瑞維奧萊特·布朗成為在世最年長者。